# James Outram Anderson
James Outram Anderson (ur. 17 września 1895 w Enfield; zm. 23 grudnia 1973 w Sydney) – australijski tenisista, zwycięzca Australasian Championships w grze pojedynczej i podwójnej, deblowy mistrz Wimbledonu, reprezentant w Pucharze Davisa.
Był dwukrotnie żonaty – w 1917 roku poślubił Maud Irene Whitfield (zm. 1955), z którą miał syna i cztery córki. Po śmierci żony, w 1957 roku zawarł związek małżeński z wdową Mabel Little, z domu Pearce.

## Kariera tenisowa
Pochodził z wielodzietnej rodziny (był ósmym dzieckiem) urzędnika Jamesa Outrama Andersona i Patience z domu Laycock. Kształcił się w Camden Grammar School, już w czasie szkolnej edukacji zaliczając się do czołowych tenisistów, co potwierdził mistrzostwem szkół średnich stanu Victoria w 1912 roku. W 1914 triumfował w mistrzostwach Nowej Południowej Walii. Lata I wojny światowej spędził w kraju, pracując na farmie w Forbes.
Na pierwsze lata powojenne przypadają największe sukcesy tenisowe Andersona. W 1919 roku ponownie zdobył mistrzostwo Nowej Południowej Walii. W tym samym sezonie znalazł się w składzie reprezentacji Australazji (Australii i Nowej Zelandii) w Pucharze Davisa, obok Geralda Pattersona i Normana Brookesa. Reprezentacja ta broniła pucharu, zdobytego jeszcze w 1914 roku (w kolejnych latach nie prowadzono rywalizacji wobec trwającej wojny światowej), i z tego względu występowała od razu w meczu bezpośrednio o trofeum, z zespołem wyłonionym z grona pretendentów. Finał miał miejsce już w kolejnym roku (16–21 stycznia 1920), na korcie trawiastym w Sydney, a przeciwnikami gospodarzy byli Brytyjczycy. Anderson przegrał z Algernonem Kingscotem, ale pokonał Arthura Lowe'a, a wobec zwycięstw w grze pojedynczej Pattersona oraz wygranej pary deblowej Patterson i Brookes, obrona Pucharu Davisa przez zespół Australazji powiodła się. Mimo to rok później Andersona zabrakło w zespole (drugim singlistą został Brookes), a Puchar Davisa zdobyły Stany Zjednoczone. Po tej porażce zespół Australazji musiał uczestniczyć w rywalizacji pretendentów. Anderson powrócił do składu w 1921  roku, ale nie było mu już dane zdobyć Pucharu Davisa, zdominowanego w tym czasie przez ekipę amerykańską. W 1922 i 1923 oku wystąpił w spotkaniach finałowych, w obu meczach przegrywając z Williamem Tildenem; w 1922 roku przegrał również z Billem Johnstonem, ale rok później zrewanżował mu się, doprowadzając do pierwszej porażki w historii występów Johnstona w Pucharze Davisa. Łącznie Anderson zagrał w Pucharze Davisa 36 spotkań, z czego 28 wygrał. W grze pojedynczej jego bilans to 20 wygranych i 7 porażek. Australazję reprezentował do 1922 roku, od 1923 roku w rywalizacji uczestniczyła już samodzielna drużyna Australii. W 1924 roku Anderson odmówił występów w zespole narodowym, po otrzymaniu negatywnej odpowiedzi na prośbę do związku o zwrot poniesionych strat finansowych, związanych z podróżami po świecie i nieobecnością w domu. Powrócił jeszcze do reprezentacji w kolejnym sezonie, ale po porażce z Francją w finale międzystrefowym wycofał się.
Anderson odnosił znaczące sukcesy w turniejach indywidualnych. Trzykrotnie został mistrzem Australasian Championships (obecnie Australian Open), wygrywając turniej w 1922, 1924 i 1925 roku. W dwóch z tych finałów pokonał Geralda Pattersona. Z Pattersonem Anderson zmierzył się również w półfinale Wimbledonu w 1922 roku, w pierwszej edycji tego turnieju bez przywilejów obrońcy tytułu do rozegrania jedynie spotkania o tytuł z pretendentem, i tym razem Patterson okazał się lepszy w stosunku 6:1, 3:6, 7:9, 6:1, 6:3 (wygrał potem także finał). Jeszcze raz Anderson osiągnął półfinał Wimbledonu w 1925 roku, gdzie przegrał z Reném Lacoste'em, który został ostatecznie mistrzem. Wyniki Andersona, osiągane czy to w rywalizacji pucharowej, czy w najważniejszych światowych turniejach, sprawiły, że w nieoficjalnych rankingach światowych, prowadzonych przez ekspertów londyńskiego The Daily Telegraph, znajdował się w latach 1921–1924 w czołowej dziesiątce. W 1921 roku uznany został za 6. tenisistę świata, rok później za 5., a w latach 1923–1924 był na 3. miejscu, odpowiednio za Williamem Tildenem i Williamem Johnstonem (1923) oraz za Tildenem i Vincentem Richardsem (1924).
W deblu największym sukcesem Andersona było mistrzostwo Wimbledonu w 1922 roku, odniesione w parze z Randolphem Lycettem. Pokonali wówczas w finale Geralda Pattersona i Pata O’Harę Wooda 3:6, 7:9, 6:4, 6:3, 11:9. Ponadto Anderson triumfował w mistrzostwach Australii w 1924 roku (z Normanem Brookesem, w finale z Pattersonem i P. O’Harą Woodem 6:2, 6:4, 6:3), a przez kolejne dwa lata przegrywał w tym turnieju deblowe finały, w 1925 roku mając za partnera Freda Kalmsa, a w 1926 w parze z Patem O’Harą Woodem. Był także finalistą w 1919 roku, w pierwszej edycji po I wojnie światowej, w parze z Arthurem Lowem, oraz w 1922 roku razem z Normanem Peachem.
W 1924 roku, kiedy popadł w konflikt z federacją australijską w związku z rekompensatą strat finansowych, zaczął koncentrować się na biznesie – założył sieć sklepów sportowych J.O. Anderson & Co.; przedsiębiorstwo nie osiągnęło jednak oczekiwanego sukcesu. W 1926 Anderson zdecydował się porzucić status amatorski i jako profesjonalista udzielał lekcji tenisa w Sydney. Wiązało się to z rezygnacją z występów w Pucharze Davisa oraz w turniejach, przeznaczonych w tamtym okresie wyłącznie dla amatorów. W 1930 roku bez powodzenia starał się o przywrócenie statusu amatora. Później jego kontakty z działaczami tenisowymi poprawiły się na tyle, że po ciężkiej chorobie w latach 40. XX wieku uzyskał od związku tenisowego Nowej Południowej Walii wsparcie finansowe. Jako trener tenisa był aktywny do lat 60.
Anderson był zawodnikiem praworęcznym, szczupłym i wysokim; jego imiona skracano zazwyczaj do formy "J.O.", otrzymał też przydomek "Greyhound" (pol. chart). Dysponował silnym, płaskim forehandem, backhand grał regularnie, ale niemal wyłącznie defensywnie. Operował też dobrze takimi uderzeniami technicznymi, jak wolej, półwolej czy dropszot. W opinii Williama Tildena był nieco tajemniczym graczem, z pozoru małomównym i ponurym, na korcie sprawiającym wrażenie niezgrabnego, realizującym konsekwentnie założony plan taktyczny. Potrafił z serdecznym uśmiechem pogratulować przeciwnikowi udanego zagrania. Gianni Clerici w książce 500 Jahre Tennis uwzględnił nazwisko Andersona w subiektywnym zestawieniu najlepszych tenisistów w historii dyscypliny, rywalizujących w jednym turnieju mimo różnych epok. Do tego fikcyjnego turnieju wykorzystano prawdziwe rezultaty pojedynków, i Anderson znalazł się wśród przegranych w I rundzie – uwzględniono jego półfinałowy wimbledoński mecz z Geraldem Pattersonem z 1922 roku.
W 2013 roku nazwisko Andersona wpisano do Międzynarodowej Tenisowej Galerii Sławy.

### Finały w turniejach wielkoszlemowych

#### Gra pojedyncza (3–0)
| Końcowy wynik | Nr | Data | Turniej                            | Nawierzchnia | Przeciwnik          | Wynik finału            |
| ------------- | -- | ---- | ---------------------------------- | ------------ | ------------------- | ----------------------- |
| Zwycięzca     | 1. | 1922 | Australasian Championships, Sydney | Trawiasta    | Gerald Patterson    | 6:0, 3:6, 3:6, 6:3, 6:2 |
| Zwycięzca     | 2. | 1924 | Australasian Championships, Sydney | Trawiasta    | Richard Schlesinger | 6:3, 6:4, 3:6, 5:7, 6:3 |
| Zwycięzca     | 3. | 1925 | Australasian Championships, Sydney | Trawiasta    | Gerald Patterson    | 11:9, 2:6, 6:2, 6:3     |

#### Gra podwójna (2–4)
| Końcowy wynik | Nr | Data | Turniej                               | Nawierzchnia | Partner         | Przeciwnicy                      | Wynik finału             |
| ------------- | -- | ---- | ------------------------------------- | ------------ | --------------- | -------------------------------- | ------------------------ |
| Finalista     | 1. | 1919 | Australasian Championships, Sydney    | Trawiasta    | Arthur Lowe     | Pat O’Hara Wood Ronald Thomas    | 5:7, 1:6, 9:7, 6:3, 3:6  |
| Zwycięzca     | 1. | 1922 | Wimbledon, Londyn                     | Trawiasta    | Randolph Lycett | Pat O’Hara Wood Gerald Patterson | 5:7, 1:6, 9:7, 6:3, 3:6  |
| Finalista     | 2. | 1922 | Australasian Championships, Sydney    | Trawiasta    | Norman Peach    | John Hawkes Gerald Patterson     | 3:6, 7:9, 6:4, 6:3, 11:9 |
| Zwycięzca     | 2. | 1924 | Australasian Championships, Melbourne | Trawiasta    | Norman Brookes  | Pat O’Hara Wood Gerald Patterson | 6:2, 6:4, 6:3            |
| Finalista     | 3. | 1925 | Australasian Championships, Sydney    | Trawiasta    | Fred Kalms      | Pat O’Hara Wood Gerald Patterson | 4:6, 6:8, 5:7            |
| Finalista     | 4. | 1926 | Australasian Championships, Adelaide  | Trawiasta    | Pat O’Hara Wood | John Hawkes Gerald Patterson     | 1:6, 4:6, 2:6            |